# Helle Dolleris
Helle Charlotte Dolleris (født 5. august 1965 i Aabybro) er en dansk skuespillerinde. Hun blev færdiguddannet på Statens Teaterskole i 1993 og fik sit store gennembrud i tv-serien Charlot og Charlotte.
Hun har medvirket i en række populære film og tv-serier, blandt andet:
- Hjælp nu er det Jul, DR2 (2011)
- Teatret ved Ringvejen, DR2 (2006)
- Oskar og Josefine (2005)
- Rejs jer (2004)
- Tid til forandring (2004)
- Blinkende lygter (2000)
- Bornholms stemme (1999)
- Festen (1998)
- Skat - det er din tur (1997)
- Royal blues (1997)
- Charlot og Charlotte, DR (1996)
- Portland (1996)

Helle Dolleris er desuden medlem af teatergruppen Emmas Dilemma, og medvirkede i DR2-serien af samme navn.

## Ekstern henvisning
- Helle Dolleris på Internet Movie Database (engelsk)
- Helle Dolleris på Filmdatabasen
- Helle Dolleris på danskefilm.dk
- Helle Dolleris på danskfilmogtv.dk
- Helle Dolleris på Scope
- Helle Dolleris på Svensk Filmdatabas (svensk)
- Helle Dolleris på AlloCiné (fransk)
- Helle Dolleris på AllMovie (engelsk)
- Helle Dolleris på The Movie Database (engelsk)
- Helle Dolleris på danskefilmstemmer.dk